# هانس میندر
هانس میندر (انگلیسی: Hans Minder؛ زادهٔ ۲۸ اوت ۱۹۰۸ - درگذشته نامشخص) کشتی‌گیر اهل سوئیس بود.